# Jeanne Demessieux
Jeanne Demessieux   (Montpeller, 13 de febrer de 1921 - 12è districte de París, 11 de novembre de 1968) fou una organista, pianista, compositora i pedagoga francesa.
Nascuda a Montpeller, Jeanne Demessieux va ser la segona filla de Marie-Madeleine Demessieux (nascuda Mézy) i Étienne Demessieux. Després de rebre classes de piano privades amb la seva germana gran, Yolande, Jeanne va entrar al Conservatori de Montpeller el 1928. Quatre anys més tard va obtenir els primers premis de solfeig i piano. El 1933 va començar els estudis al Conservatori de París; estudiant piano amb Simon Riera i Magda Tagliaferro, harmonia amb Jean Gallon, contrapunt i fuga amb Noël Gallon i composició amb Henri Büsser. El mateix any va ser nomenada organista titular a l'església del Saint-Esprit, càrrec que va exercir durant 29 anys.
Des de 1936-1939, Demessieux va estudiar l'orgue de forma privada amb Marcel Dupré a Meudon, a la classe d'orgue del Conservatori s'hi va incorporar el 1939. Després de rebre un primer premi en representació i improvisació d'orgue el 1941, va fer el seu concert de debut a la "Salle Pleyel" de París el 1946. Aquest era el començament de la seva carrera com a organista internacional de concerts. Demessieux va oferir més de 700 concerts a França, el Regne Unit, Bèlgica, Països Baixos, Suïssa, Alemanya i els Estats Units. Havia memoritzat més de 2.500 obres, incloent-hi les obres completes de l'orgue de Bach, Franck, Liszt i Mendelssohn, i tot l'orgue de Dupré el treballà fins a l'Opus 41. Artista prolífica en els enregistraments, va ser guardonada amb el premi "Grand Prix du Disque" el 1960 per l'enregistrament complet de les obres de l'orgue de Franck (1958).
El 1962, Demessieux va ser nomenada organista titular a la Madeleine de París, labor que va combinar amb tasques acadèmiques exigents i va servir com a professora d'orgue tant al Conservatori de Nancy (1950-52) com posteriorment al Conservatoire Royal de Lieja (1952–68). El 1967 va signar un contracte amb Decca per gravar les obres completes de l'orgue d'Olivier Messiaen, però no va viure per a completar-les. Jeanne Demessieux va morir l'11 de novembre de 1968 a París, als 47 anys. Va ser enterrada a la tomba de la família Demessieux, al "Cimetière du Grau-du-Roi", a prop d'Aigues-Mortes.
Demessieux va escriure més de 30 composicions. Moltes d'elles van ser escrites per a orgue, però també va produir peces per a piano, moltes cançons, poques obres corals (incloent un oratori, "Chanson de Roland") i obres orquestrals. Aproximadament la meitat de la seva producció s'ha publicat fins a la data. El segell holandès Festivo va tornar a publicar en CD diverses de les seves gravacions de LP, incloent la gravació anterior de 1958 de les obres completes de l'orgue de Franck.